# SV Notch
Sport Vereniging Notch (SV Notch) is een voetbalclub uit Moengo in Suriname. Thuishaven is het Moengo Stadion.
De club werd opgericht op 11 februari 2003 door Joël Martinus (Bordo), die ook eigenaar is van de club. Notch speelt op het hoogste niveau in de Suriname Major League Bordo verliet SV Notch verschillende malen als voorzitter, maar kwam dan later weer terug. In 2017 deed hij een grote investering door een trainer, een keeper en vier veldspelers uit Brazilië aan te trekken. Na tweeënhalve maand gingen zijn op vakantie naar hun geboorteland en kwamen niet meer terug. Het voorzitterschap werd toen voor een tijd van hem overgenomen door Leo Brunswijk.